# Режич, Крешимир
Крешимир Режич (хорв. Krešimir Režić; род. 13 октября 1981, Сплит, СФРЮ) — хорватский футболист и тренер.

## Карьера
Родился 13 октября 1981 года в Сплите. В качестве футболиста играл за ДОШК, «Солин» и «Ядран Супетар». В 2007 году начал работать в академии сплитского «Хайдука». Имеет лицензию PRO УЕФА и диплом факультета кинезиологии. Также работал в молодёжных сборных Хорватии.
После ухода из «Хайдука» в начале 2017 года тренировал юниоров «Сплита». По окончании сезона президент клуба предложил ему возглавить основную команду клуба, но из-за проблем «Сплит» вылетел во третью лигу. После этого он перешёл в «Ан-Наср» в качестве координатора и руководителя молодёжного отдела клуба. В 2018 году после года работы хотел остаться ещё на сезон, но из-за смены руководства клуба ушёл с поста. В 2019 году возглавил «Кроацию». 16 июня 2020 года, приведя клуб ко второму месту в чемпионате, покинул клуб.
В сентябре 2020 года возглавил молодёжную команду «Дамака». 12 января 2021 года возглавил основную команду после увольнения Нуреддина Зекри. В свой первый сезон в «Дамаке» Режич сумел с командой, про которую говорили, что «после её вылета в первый дивизион они больше никогда не попадут в Про-лигу», не проиграть в последних девяти матчах сезона и таким образом сумев спасти «Дамак» от вылета, заняв с клубом 11-е место и набрав 36 очков. В сезоне 2021/22, после того как «Дамак» занял второе место, Режич получил награду «Менеджер месяца» за сентябрь. 21 декабря 2021 года продлил с клубом контракт до конца сезона 2022/23. Сайт arabnews.com 14 января 2022 года написал, что «неизвестный тренер и клуб» вместе совершают «чудо», также назвав Режича «лучшим тренером этого сезона», но «при всём уважении к нему», он «является самым что ни на есть безымянным тренером — у него даже нет страницы в Википедии». 6 марта 2023 года Режич был уволен из «Дамака» после поражения от «Аль-Таавуна» со счётом 2:1.
После увольнения из «Дамака» СМИ писали об интересе «Замалека» к Режичу.
24 мая 2023 года Режич возглавил «Аль-Таи». 25 сентября 2023 года был уволен, проведя на посту главного тренера клуба всего 7 матчей.